# Goda regeringens cirklar
Den Goda regeringens cirklar, la Fondazione Il Circolo del Buon Governo, är en kulturell förening bildad av den italienske senatorn Marcello dell'Utri 1999.
Föreningen ingick i parlamentsvalet 2008 i den segrande valalliansen Frihetens folk.